# Иванов, Николай Иванович (государственный деятель)
Николай Иванович Иванов (1894—1938) — советский партийный деятель, первый секретарь Сахалинского обкома ВКП(б) (1933—1934).

## Биография
Родился в г. Боровичи Новгородской губернии. Член РСДРП(б) с апреля 1917 г.
Согласно анкете, образование — домашнее. До революции работал в Петрограде на резиновом производстве.
Послужной список:
- апрель-июль 1918 агитатор-организатор в Днепровском партизанском отряде, которым командовал Николай Щорс;
- июль 1918 — апрель 1919 председатель пограничного ЧК станции Унеча Юго-Западной железной дороги Черниговской губернии, председатель Унечской ЧК, председатель Унечского комитета РКП(б) (Черниговская губерния);;
- апрель 1919 — февраль 1920 председатель Клинцовского укома РКП(б) Черниговской губернии.
- февраль 1920 — февраль 1921 председатель Почепского уездного ревкома Черниговской губернии;
- август 1921 — январь 1923 гг. председатель Клинцовского уездного исполкома Гомельской губернии;
- с 1926 г. на Дальнем Востоке;
- 1927 ответственный секретарь Николаевского-на-Амуре окружкома ВКП(б);
- 1929 — август 1930 ответственный секретарь Зейско-Алданского окружкома ВКП(б);
- март 1930 — ноябрь 1932 ответственный секретарь Сахалинского окружкома ВКП(б);
- ноябрь 1932 — апрель 1933 председатель Организационного бюро Дальне-Восточного краевого комитета ВКП(б) по Сахалинской области
- январь 1933 — апрель 1934 первый секретарь Сахалинского обкома ВКП(б);
- 26 января—10 февраля 1934 года делегат XVII съезда ВКП(б) с решающим голосом от Дальне-Восточной парторганизации[1].
- до декабря 1937 начальник Дальне-Восточного территориального управления Главного управления Северного морского пути при СНК.

Делегат IX, X и XI Всероссийских съездов Советов и II съезде Советов СССР, на IX Всероссийском съезде Советов был избран членом ВЦИК. Делегат XVI Всесоюзной партийной конференции и XVII съезда ВКП(б).
Арестован 25.12.1937. Расстрелян во Владивостоке 25.04.1938.
Решением Унечского горсовета в 1960-е годы в его честь переименовали бывшую Линейную улицу.